# 勒克瑙縣
勒克瑙縣是印度的一個縣，位於該國北部，由北方邦負責管轄，面積2,528平方公里，2011年人口4,588,455，人口密度每平方公里1,815人。

## 语言
在2011年印度人口普查时，该地区人口中有91.19％的人印度语为母语，7.56％人以乌尔都语为母语。

## 外部連結
- 官方网站

26°45′N 81°00′E / 26.750°N 81.000°E